# Last Time Around
Last Time Around je třetí a poslední studiové album americké folkrockové skupiny Buffalo Springfield, původně vydané v červenci 1968 u vydavatelství Atco Records. Písně byly nahrány v rozmezí února 1967 a dubna 1968 v několika různých studiích. Album produkoval Jim Messina, který se na albu rovněž podílel jako hudebník.

## Seznam skladeb
| Pořadí | Název                      | Autor               | Délka |
| ------ | -------------------------- | ------------------- | ----- |
| 1.     | On the Way Home            | Neil Young          | 2:25  |
| 2.     | It's So Hard to Wait       | Richie Furay, Young | 2:03  |
| 3.     | Pretty Girl Why            | Stephen Stills      | 2:24  |
| 4.     | Four Days Gone             | Stills              | 2:53  |
| 5.     | Carefree Country Day       | Jim Messina         | 2:35  |
| 6.     | Special Care               | Stills              | 3:30  |
| 7.     | The Hour of Not Quite Rain | Micki Callen, Furay | 3:45  |
| 8.     | Questions                  | Stills              | 2:52  |
| 9.     | I Am a Child               | Young               | 2:15  |
| 10.    | Merry-Go-Round             | Furay               | 2:02  |
| 11.    | Uno Mundo                  | Stills              | 2:00  |
| 12.    | Kind Woman                 | Furay               | 4:10  |

## Obsazení
Buffalo Springfield
- Richie Furay – kytara, zpěv
- Dewey Martin – bicí
- Jim Messina – baskytara, zpěv
- Stephen Stills – kytara, klavír, varhany, baskytara, vibrafon, tleskání, zpěv, doprovodné vokály
- Neil Young – kytara, harmonika, klavír, zpěv, doprovodné vokály
- Bruce Palmer – baskytara, zpěv

Ostatní hudebníci
- Buddy Miles – bicí
- Jimmy Karstein – bicí
- Gary Marker – baskytara
- Jeremy Stuart – cembalo, zvony
- Rusty Young – pedálová steel kytara
- Richard Davis – kontrabas